# 제프 포스터
제프 포스터(Jeff Foster, 1980년 7월 30일 ~ )는 잉글랜드 출신의 작가이자 강연자, 영적 스승이다. 비이원론(non-duality)과 영적 각성, 치유 경험을 바탕으로 글과 강연, 명상을 통해 전 세계 청중과 소통하고 있다.

## 생애
포스터는 1980년 7월 30일 영국 런던에서 태어났다. 케임브리지 대학교에서 천체물리학을 전공하던 중 우울증과 신체적 질병, 고립감에 시달리며 개인적인 위기를 겪었고, 2006년 비이원론적 깨달음을 계기로 영적 각성을 경험했다.
이후 2008년 『Life Without a Centre』 출간을 시작으로 여러 권의 책을 집필했으며, 전 세계에서 개인 상담, 명상 모임, 리트릿 등을 진행하며 영적 가르침을 나누고 있다.
2011년에는 '급진 아드바이타(radical Advaita)'와 비이원론 가르침에서 한쪽 측면에 치우친 견해를 비판하며, 초월적 절대성과 동시에 일상적 상대성의 중요성을 강조하는 방향으로 가르침 방침을 전환했다.

## 주요 저서
- 『Life Without a Centre』 (Non-Duality Press)
- 『Beyond Awakening: The End of the Spiritual Search』 (Non-Duality Press)
- 『The Revelation of Oneness』 (Non-Duality Press)
- 『An Extraordinary Absence: Liberation in the Midst of a Very Ordinary Life』 (Non-Duality Press)
- 『The Wonder of Being: Awakening to an Intimacy Beyond Words』 (Non-Duality Books)
- 『The Deepest Acceptance: Radical Awakening in Ordinary Life』 (Sounds True)
- 『Falling In Love With Where You Are: A Year of Prose And Poetry on Radically Opening Up To the Pain and Joy of Life』 (New Harbinger Press)
- 『The Way of Rest: Finding The Courage to Hold Everything in Love』 (Sounds True)
- 『The Joy of True Meditation: Words of Encouragement for Tired Minds and Wild Hearts』 (New Sarum Press)
- 『You Were Never Broken: Poems to Save Your Life』 (Sounds True) (2020)[5]

## 영향 및 활동
비이원론, 명상, 자기수용 등의 주제로 전 세계 그룹 및 온라인 커뮤니티에서 활발히 활동 중이다.  
2014년에는 《Watkins Mind Body Spirit》 선정 '100 Most Spiritually Influential Living People' 59위에 올랐다.

## 관련 서적 및 인용
- 2020년 출간된 시집 『You Were Never Broken』은 "시적이면서도 존재의 온전함을 회복하는 여정"이라는 평을 받았다.[7]